# A Titán szirénjei
A Titán szirénjei Kurt Vonnegut 1959-ben kiadott második regénye, amely a szabad akarat, a mindentudás és az emberi történelem iránya témakörét járja körbe.
Magyarul először a Móra Könyvkiadó, Galaktika Fantasztikus Könyvek című sorozatában jelent meg a mű, Borbás Mária és Kiss Zsuzsa fordításában, 1988-ban.

## Cselekmény
|  | Alább a cselekmény részletei következnek! |

A főszereplő Malachi Constant, a 22. századi Amerika leggazdagabb embere. Rendkívüli szerencséjét azzal magyarázza, hogy Isten szereti őt és ezt használta arra, hogy apja vagyonát tovább gyarapítsa. Az ő utazása a regény központjába kerül, eljut a Földről a Marsra egy bolygóközi háború előkészületeinek részeként, majd a Merkúrra a háború egy másik túlélőjével, majd a visszajut a földre, ahol pellengérre állítják arrogáns viselkedéséért, majd végül a Titánra, ahol újra találkozik azzal az emberrel, aki az utazásáért és a megpróbáltatásaiért felelős: Winston Niles Rumfoorddal.
|  | Itt a vége a cselekmény részletezésének! |

## Magyarul
- A Titán szirénjei; ford. Borbás Mária, versford. Kiss Zsuzsa; Móra, Bp., 1988 (Galaktika fantasztikus könyvek)

## Hatásai
Egy 1997-es beszélgetésben Douglas Adams elismerte, hogy a regény hatással volt Galaxis útikalauz stopposoknak című könyvére.